# Máquina de Quadrinhos da Turma da Mônica
A Máquina de Quadrinhos da Turma da Mônica, ou simplesmente Máquina de Quadrinhos (também abreviada para MQTM) foi um site de entretenimento da Mauricio de Sousa Produções em parceria com a Lector.com, para a criação de histórias em quadrinhos. As histórias criadas no site poderiam aparecer em gibis oficiais da Turma da Mônica.
Aberto em 11 de setembro de 2009, o site teve 58 milhões de histórias publicadas e 3 milhões de visitas de 62 países. Em 11 de novembro de 2011 o site fechou uma parceria com o Portal R7. Encerrou suas atividades no dia 21 de abril de 2013.

## História e funcionamento do site

### Criação de histórias em quadrinhos
Os usuários da Máquina de Quadrinhos podiam ser autores de suas próprias histórias. Todos podiam criar e publicar histórias e tinham acesso a todas as páginas da Máquina de Quadrinhos. Para se cadastrar, era preciso preencher dados e escolher um apelido único que poderia ser alterado mais tarde. 
Todos os autores também podiam visualizar, votar, comentar e reportar as histórias disponíveis, além de participar de concursos e promoções do site, sendo que apenas os assinantes tinham acesso a todos os pacotes que ampliava a diversidade de imagens em suas histórias. Os autores também podiam bloquear usuários ou adicioná-los em sua lista de contatos. Ao adicionar um autor, o usuário receberia as notícias das novas histórias feitas pelo adicionado.
O site proporcionava para os usuários criar histórias em quadre seleção de personagens e cenários. Depois da história ser salva, ela poderia ser publicada após passar por um processo de moderação. Histórias com conteúdo inapropriado poderiam ser bloqueadas. Depois de publicadas, as histórias poderiam ser visualizadas e comentadas por outros autores, e julgadas através de votos com diversas categorias (roteiro, romance, diversão, inovação, aventura e arte).
Para criar histórias, eram disponíveis mais de 100 imagens da Turma da Mônica, incluindo personagens, objetos, cenários, balões e onomatopeias. As imagens eram divididas em pacotes por diversos temas. Assinando o site, o autor teria acesso a todos os pacotes, se não, o acesso era limitado a apenas o pacote básico, que continha imagens mais simples. Algumas imagens possuíam variações, que permitia ao autor diversificar os formatos de cada imagem.

#### Concursos e promoções
Ocasionalmente concursos eram promovidos no site pelos próprios moderadores com diversos temas. Até 2012 os concursos fixos eram o de Carnaval, Páscoa, Dia das Mães, Dia dos Pais, Halloween, Natal e Fim de Ano. Posteriormente eram escolhidos dez vencedores para os concursos, que geralmente ganhavam prêmios como assinaturas entre outros. 
Logo após ser fundada, a Máquina de Quadrinhos criou uma promoção que levaria as melhores histórias do site - segundo o julgamento dos moderadores - aos gibis oficiais da Turma da Mônica. Em 2010 algumas histórias foram para o gibi, sendo que os autores receberam créditos e remuneração. Ainda em 2009, a Máquina de Quadrinhos criou a Revista Digital, uma espécie de arquivo com histórias selecionadas pelos moderadores, de acesso geral.

### Versão em CD
Em 2010, foi lançada a versão em CD do site, feita para escolas, colégios, cursos e bibliotecas.  Os pacotes podiam ser escolhidos sob demanda, pois não só os pacotes do site em si estavam disponíveis, como também pacotes novos, todos com temas de componentes curriculares, como Geografia, Língua Portuguesa, Ciências Naturais, História, Matemática, etc. Essa versão foi feita no Adobe AIR, e hoje é uma raridade.

### Estação Robô

Após o lançamento do jogo Estação Robô, esta mensagem aparecia de vez em quando na aba inicial do site.

Em julho de 2011, havia sido lançada no site a notícia de que a Máquina de Quadrinhos ganharia mais uma novidade surpresa. Em agosto daquele ano, foi lançado no site o jogo online Estação Robô, o qual todos os autores tinham acesso. O jogo iniciou com uma estação (Estação Lua) com 28 fases. Após completar cada fase, uma nova era desbloqueada. Ainda foi lançada a notícia de que futuramente haveria mais estações, mas nunca foram desenvolvidas novas estruturas do jogo.

### Parceria com o R7 e encerramento
Em 8 de novembro de 2011 a Máquina de Quadrinhos havia saído do ar temporariamente. No dia 11 de novembro o site voltou com a notícia de que havia fechado uma parceria com o portal R7, com o intuito de melhorar a qualidade do site.

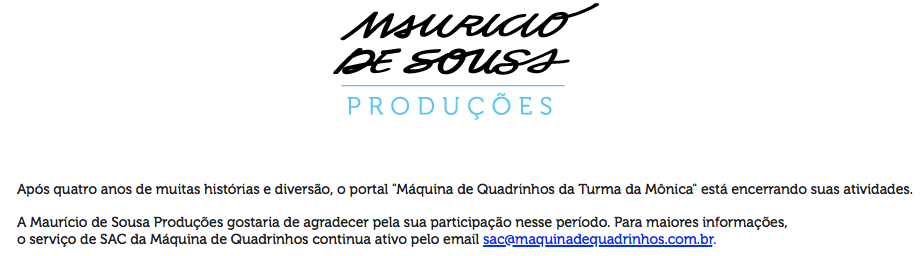
A mensagem anunciando o encerramento do site.

Em 2013, a reputação do site estava horrível, pois várias historias de cunho adulto foram publicadas, moderadores foram retirados e novas contas não poderiam ser criadas. Ele saiu do ar no dia 19 de abril de 2013. A Mauricio de Sousa Produções argumentou que o site "estava passando por problemas de segurança", e "ia voltar melhor do que nunca", mas isso nunca aconteceu, e o site nunca mais voltou. A partir disso, a Maurício de Sousa Produções colocou um aviso no site anunciando que ele havia sido encerrado permanentemente.